# Anderstorps IF
Anderstorps IF är en idrottsförening i Anderstorp i Sverige. Klubben bildades 8 september 1927 1927. Dess förste ordförande blev Emanuel Jonsson.
Anderstorps IF bedrev i början fotboll, bandy, friidrott och senare även ishockey. Under senare år har föreningen koncentrerat sig enbart på fotboll. De största sportsliga framgångarna på herrsidan hittills nådde AIF 1941. Då kvalade A-laget till näst högsta serien (dåvarande division II) mot IFK Trelleborg. Det blev förlust i båda matcherna med 1–4, men AIF:s snabba uppgång genom serierna uppmärksammades av Torsten Tégner på Idrottsbladet som i en artikel döpte laget till 'Smålands Brage'.
Anderstorps IF var också tidigt ute med damfotboll och redan 1970 bildades en damsektion. Innan decenniet var slut hade AIF tagit sig upp i högsta serien (dåvarande division 1) 1979. De långa resorna blev dock för dyra för klubben och laget tvingades sig ur division 1 om i trean.

Billy Lansdowne och Billy Lansdowne Junior har båda spelat matcher för klubben.

### Fotnoter
1. ↑  Jimmy Lindahl (27 februari 2004). ”Maratontabell för högsta damserien 1978-2003”. Bolletinen. http://www.bolletinen.se/sfs/pdf/stat_d_maraton_1978_2003_maratontab_f_hogsta_damserien.pdf. Läst 14 oktober 2013.
2. ↑  ”Spelare som representerat Anderstorps IF genom åren”. Anderstorps IF. http://www5.idrottonline.se/AnderstorpsIF-Fotboll/Historik/SpelaresomrepresenteratAnderstorpsIFgenomaren/. Läst 8 februari 2015.